# Panorpa longititilana
Panorpa longititilana är en näbbsländeart som beskrevs av Syuti Issiki 1929. Panorpa longititilana ingår i släktet Panorpa och familjen skorpionsländor. Inga underarter finns listade i Catalogue of Life.